# Storfjärden (Älvkarleby socken, Uppland)
Storfjärden, även kallad Marmafjärden, är en sjö i Älvkarleby kommun i Uppland och ingår i Dalälvens huvudavrinningsområde. Sjön har en area på 18,7 kvadratkilometer och ligger 32,1 meter över havet. Storfjärden genomlöps av Dalälven.

## Delavrinningsområde
Storfjärden ingår i det delavrinningsområde (671327-158741) som SMHI kallar för Utloppet av Storfjärden. Medelhöjden är 36 meter över havet och ytan är 43,23 kvadratkilometer. Räknas de 2802 avrinningsområdena uppströms in blir den ackumulerade arean 28 882,21 kvadratkilometer. Avrinningsområdets utflöde Dalälven mynnar i havet. Avrinningsområdet består mestadels av skog (43 procent) och sankmarker (11 procent). Avrinningsområdet har 16,93 kvadratkilometer vattenytor vilket ger det en sjöprocent på 39,1 procent. Bebyggelsen i området täcker en yta av 0,7 kvadratkilometer eller 2 procent av avrinningsområdet.